# Konsulat Czechosłowacji w Krakowie
Konsulat Czechosłowacji w Krakowie (Konzulát Československé republiky v Krakově) - misja konsularna Republiki Czechosłowacji w Krakowie, w Rzeczypospolitej Polskiej.

## Historia
Swoje przedstawicielstwo konsularne w Krakowie Czechosłowacja utrzymywała w latach 1918-1939, początkowo w randze urzędu paszportowego (pasový úřad) kierowanego przez konsula dr Karela Lochera (1918-1919), akredytowanego przy Polskiej Komisji Likwidacyjnej, urzędu paszportowego (1919-1922), następnie w randze konsulatu (1922-1939). W 1939 w konsulacie mieścił się też sztab Legionu Czechów i Słowaków (Legie Čechů a Slováků)).

## Kierownicy konsulatu[1]
- 1918-1919 - dr Karel Locher, konsul, kier. urzędu paszportowego
- 1920-1928 - Joseph Šedivý, kier. urzędu paszportowego/konsul
- 1928-1935 - dr Artur Maixner, konsul
- 1935-1937 - dr Vladimír Brtník, kier. konsulatu
- 1937-1939 - dr Vladimír Znojemský, konsul

## Siedziba
Mieściła się m.in. w budynku b. szkoły zakonnej SS Augustianek z 1907 przy ul. Skałecznej 10 (1920), w kamienicy wchodzącej w skład kompleksu tzw. Collegium Opolskiego Uniwersytetu Jagiellońskiego z XV w., rozbudowie z 1888 przy ul. Gołębiej 18 (1921–1936), w budynku z 1891 (proj. Jan Zawiejski) przy ul. Andrzeja Potockiego 8, ob. ul. Westerplatte (1938–1939). 
Rezydencję konsula pomieszczono początkowo w budynku konsulatu przy ul. Gołębiej 18 na I p. (1921-1936), następnie w kamienicy z 1935 (proj. Zygmunt Grünberg) przy ul. Jerzego Żuławskiego 1/ul. Długej 82, 6 pokoi (1937-1938).

## Galeria

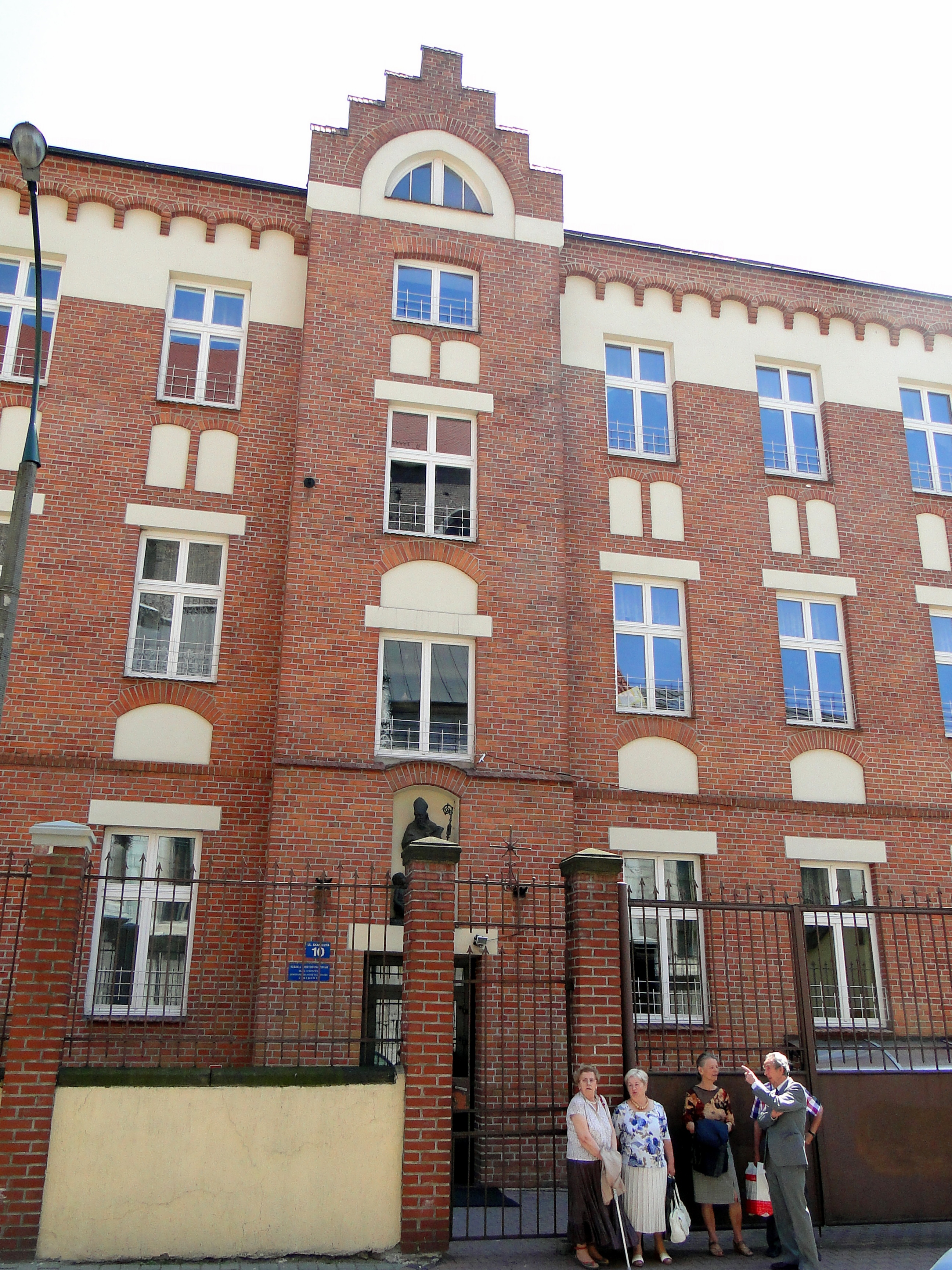
Dawna siedziba Konsulatu Czechosłowacji w Krakowie przy ul. Skałecznej 10 (1920)
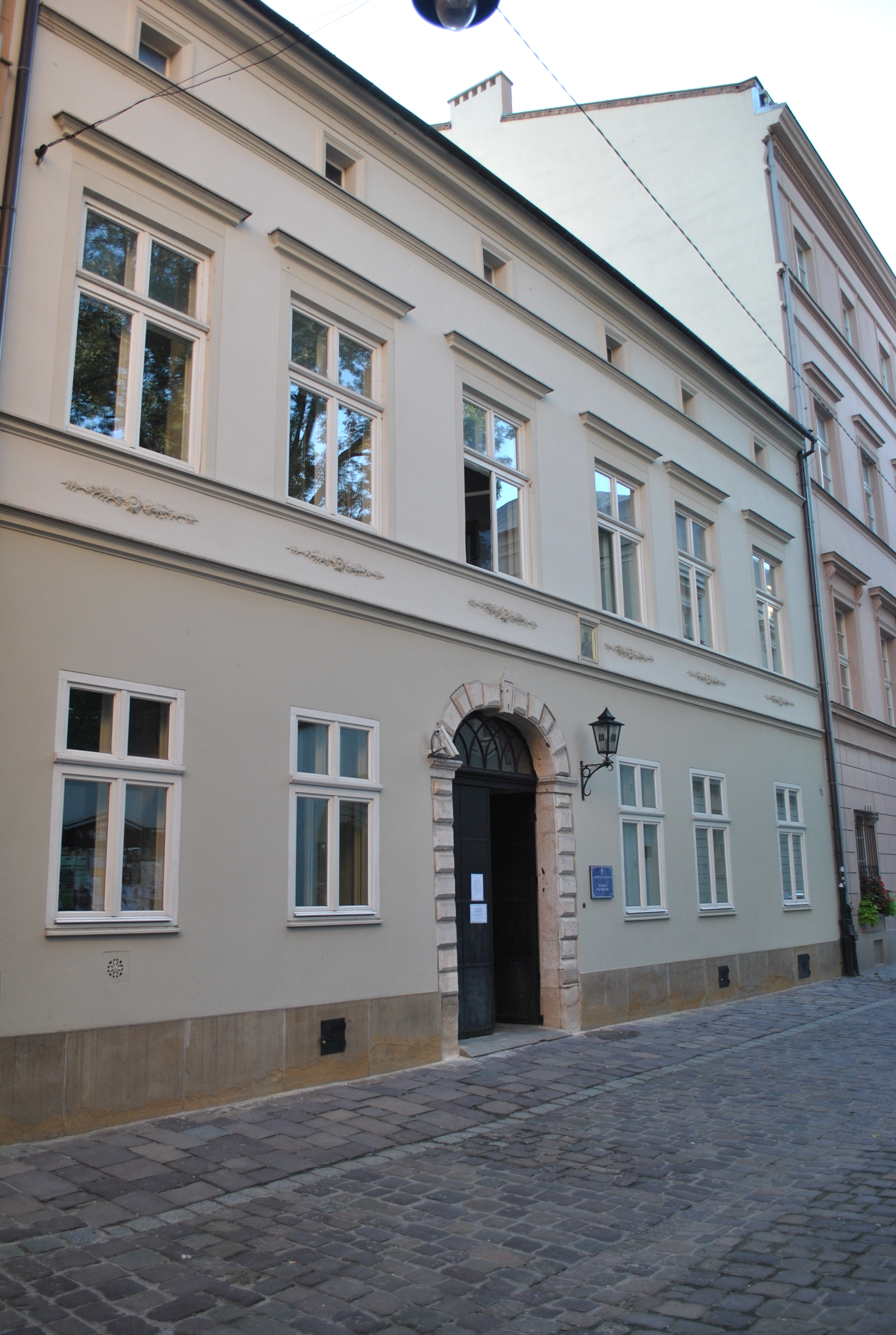
Dawna siedziba konsulatu Czechosłowacji w Krakowie przy ul. Gołębiej 18 (1925–1936)